# Gabriele Gravina
Gabriele Gravina Grande Ufficiale OMRI (Castellaneta, 5 oktober 1953) is een Italiaans sportbestuurder. Sinds 22 oktober 2018 is hij voorzitter van de Italiaanse voetbalbond.
Gravina, jurist van opleiding was ondernemer, oprichter van een bouwbedrijf en actief als beheerder in de Banca di Credito Cooperativo di Roma. Gravina was mede-eigenaar van de voetbalploeg Castel di Sangro Calcio tussen 1984 en 2000 en was er ook de voorzitter van 1992 tot 1996 en van 1998 tot 2000. De ploeg uit een dorp van zo'n 5.000 inwoners behaalde in dertien jaar tijd zeven promoties vanuit het vijfde amateursniveau om in 1996 de Serie B te bereiken. Twee jaar later zakte de ploeg terug naar de Serie C. Op 22 december 2015 werd Gravina verkozen tot voorzitter van de Lega Italiana Calcio Professionistico, een belangenvereniging van de ploegen actief in de Lega Pro, zoals de Serie C ook genoemd wordt. Gravina nam ontslag als voorzitter van Lega Pro op 16 oktober 2018, en werd op 22 oktober verkozen tot voorzitter van de Italiaanse voetbalbond met 97,2% van de stemmen. Op 11 april 2019 ontving hij de "La Moda Veste la Pace" Award van African Fashion Gate, een non-profit organisatie die culturele initiatieven steunt evenals projecten opzet om hardnekkige vormen van discriminatie in de modewereld, de kunstsector en de sport te bestrijden. De prijs werd uitgereikt in de zetel van het Europees Parlement in Brussel en Gravina werd gelauwerd voor de activiteiten ter bestrijding van racisme in het voetbal tijdens zijn termijn als voorzitter van de Italiaanse voetbalbond. Op 22 februari 2021 werd Gravina herkozen als voorzitter van de FIGC. 
Op 20 april 2021 werd Gravina met 53 van de 55 stemmen gekozen in het uitvoerend comité van de UEFA, waarmee hij de eerste van acht verkozenen was. Hij werd tevens een van de vijf vicevoorzitters van de UEFA.